# Mosteiros (Ponta Delgada)
Mosteiros es una freguesia portuguesa perteneciente al municipio de Ponta Delgada, situado en la Isla de São Miguel, Región Autónoma de Azores. Posee un área de 8,98 km² y una población total de 1 196 habitantes (2001). La densidad poblacional asciende a 133,2 hab/km². Se encuentra a una latitud de ºN y una longitud ºO. La freguesia se encuentra a 288 m s. n. m. Las actividades principales son la pesca y la agricultura. Está bañada por el océano Atlántico. Posee un puerto pesquero así como una playa de arena oscura, donde desaguan dos riachyelos.

## Freguesiaslimítrofes
- Ajuda da Bretanha, nordeste
- Sete Cidades, este
- Ginetes, sur and sudoeste

- Datos: Q996989
- Multimedia: Mosteiros (Ponta Delgada) / Q996989

1. ↑  Worldpostalcodes.org,código postal n.º 9555-156.